# Stygobromus
Stygobromus là một chi giáp xác Amphipoda sống ở đáy biển. Một số lớn các loài sinh sống ở Bắc Mỹ, một số nhỏ các loài khác cũng có mặt ở Á-Âu. Phần lớn loài sinh sống ở Bắc Mỹ sinh sống ở nơi không có tấm băng Laurentide, dù một vài loài dường như sống sót dưới băng. Một số loài nằm trong sách đỏ ở mục loài bị đe dọa và loài dễ bị tổn thương; tất các các loài được liệt kê dưới đây là loài bản địa Hoa Kỳ. Một loài, S. lucifugus, bị tuyệt chủng. 

## Các loài
Stygobromus gồm các loài sau:
- Stygobromus abditus Holsinger, 1978 (Virginia)
- Stygobromus ackerlyi Holsinger, 1978 (Georgia)
- Stygobromus alabamensis (Stout, 1911)
- Stygobromus albapinus Taylor & Holsinger, 2011 (Nevada)[7]
- Stygobromus allegheniensis (Holsinger, 1967) (New York to West Virginia)
- Stygobromus ambulans (F. Müller, 1846)
- Stygobromus apscheronia (Derzhavin, 1945) (Azerbaijan)
- Stygobromus araeus (Holsinger, 1969) [8] (Virginia)
- Stygobromus arizonensis Holsinger, 1974 [9]
- Stygobromus balconis (Hubricht, 1943) [10]
- Stygobromus baroodyi Holsinger, 1978 (Virginia)
- Stygobromus barri (Holsinger, 1967) [11]
- Stygobromus barryi Holsinger, 1978 (Tennessee)
- Stygobromus behningi (Birstein, 1948)
- Stygobromus bifurcatus (Holsinger, 1967) [12]
- Stygobromus biggersi Holsinger, 1978 (Virginia to Pennsylvania)
- Stygobromus blinni Wang & Holsinger, 2001
- Stygobromus borealis Holsinger, 1978 (Vermont, New York)
- Stygobromus boultoni Wang & Holsinger, 2001
- Stygobromus bowmani (Holsinger, 1967) [13]
- Stygobromus canadensis Holsinger, 1980
- Stygobromus carolinensis Holsinger, 1978 (North Carolina)
- Stygobromus chamberlaini Ellis, 1941
- Stygobromus cherylae Wang & Holsinger, 2001
- Stygobromus clantoni (Creaser, 1934) [14]
- Stygobromus coeca (Dobraenu & Manolache, 1951)
- Stygobromus coloradensis Ward, 1977
- Stygobromus conradi (Holsinger, 1967) [15] (Virginia)
- Stygobromus cooperi (Holsinger, 1967) [16] (West Virginia)
- Stygobromus cowani Wang & Holsinger, 2001
- Stygobromus culveri Holsinger, 1978 (West Virginia)
- Stygobromus cumberlandus Holsinger, 1978 (Virginia)
- Stygobromus curroae Wang & Holsinger, 2001
- Stygobromus dejectus (Holsinger, 1967) [17]
- Stygobromus dentata (Hubricht, 1943)
- Stygobromus dershavini (Behning, 1928)
- Stygobromus dicksoni Holsinger, 1978 (Alabama, Georgia)
- Stygobromus donensis (Martynov, 1919)
- Stygobromus duplus Wang & Holsinger, 2001
- Stygobromus elatus (Holsinger, 1967) [18]
- Stygobromus elliotti Holsinger, 1974
- Stygobromus emarginatus (Hubricht, 1943) [19] (Maryland, West Virginia)
- Stygobromus ephemerus (Holsinger, 1969) [20] (Virginia)
- Stygobromus estesi Holsinger, 1978 (Virginia)
- Stygobromus exilis Hubricht, 1943
- Stygobromus fecundus Holsinger, 1978 (Tennessee)
- Stygobromus fergusoni Holsinger, 1978 (Virginia)
- Stygobromus finleyi Holsinger, 1978 (Tennessee)
- Stygobromus flagellatus (J. E. Benedict, 1896) [21]
- Stygobromus fontinalis Wang & Holsinger, 2001
- Stygobromus franzi Holsinger, 1978 (Maryland)
- Stygobromus gallawayae Wang & Holsinger, 2001
- Stygobromus glacialis Wang & Holsinger, 2001
- Stygobromus gracilipes (Holsinger, 1967) (Virginia to Pennsylvania)
- Stygobromus gradyi Holsinger, 1974 [22]
- Stygobromus grahami Holsinger, 1974
- Stygobromus grandis Holsinger, 1978 (Georgia)
- Stygobromus hadenoecus (Holsinger, 1966) [23]
- Stygobromus harai Holsinger, 1974 [24]
- Stygobromus hayi (Hubricht & Mackin, 1940) [25] (District of Columbia)
- Stygobromus herbsti Wang & Holsinger, 2001
- Stygobromus heteropodus Hubricht, 1943 [26]
- Stygobromus hoffmani Holsinger, 1978 (Virginia)
- Stygobromus holsingeri Ward, 1977
- Stygobromus hubbsi Shoemaker, 1942 [27]
- Stygobromus hyporheicus Wang & Holsinger, 2001
- Stygobromus hyrcana (Dershavin, 1939)
- Stygobromus idahoensis Wang & Holsinger, 2001
- Stygobromus imperialis Wang & Holsinger, 2001
- Stygobromus indentatus (Holsinger, 1967) [28] (North Carolina, Virginia)
- Stygobromus inexpectatus Holsinger, 1978 (Alabama)
- Stygobromus interitus Holsinger, 1978 (Virginia)
- Stygobromus intermedia (Dobreanu, Manolache & Piascariu, 1952)
- Stygobromus interstitialis Wang & Holsinger, 2001
- Stygobromus iowae Hubricht, 1943
- Stygobromus jakutana (Martynov, 1931)
- Stygobromus jemezensis Wang & Holsinger, 2001
- Stygobromus johanseni (Shoemaker, 1920)
- Stygobromus kazakhstanica Kulkina, 1992
- Stygobromus kenki Holsinger, 1978 (District of Columbia, Virginia)
- Stygobromus lacicolus Holsinger, 1974
- Stygobromus lanensis Wang & Holsinger, 2001
- Stygobromus latus Wang & Holsinger, 2001
- Stygobromus leensis Holsinger, 1978 (Virginia)
- Stygobromus lepida (Mateus & Mateus, 1991)
- Stygobromus levanidovae (G. Karaman, 1991)
- Stygobromus limbus Wang & Holsinger, 2001
- Stygobromus longidactylus (S. Karaman, 1929)
- Stygobromus longipes (Holsinger, 1966) [29]
- Stygobromus lucifugus (Hay, 1882) [30]
- Stygobromus mackenziei Holsinger, 1974 [31]
- Stygobromus mackini Hubricht, 1943 (Tennessee to West Virginia)
- Stygobromus meschtscherica (Borutsky, 1929)
- Stygobromus minutus Holsinger, 1978 (Georgia)
- Stygobromus montanensis Holsinger, 1974
- Stygobromus montanus (Holsinger, 1967) [32]
- Stygobromus morrisoni (Holsinger, 1967) [33] (Virginia, West Virginia)
- Stygobromus mundus (Holsinger, 1967) [34] (Virginia)
- Stygobromus myersae Wang & Holsinger, 2001
- Stygobromus mysticus Holsinger, 1974
- Stygobromus nanus Holsinger, 1978 (West Virginia)
- Stygobromus nortoni (Holsinger, 1969) [35]
- Stygobromus obrutus Holsinger, 1978 (Virginia)
- Stygobromus obscurus Holsinger, 1974
- Stygobromus onondagaensis (Hubricht & Mackin, 1940) [36]
- Stygobromus oregonensis Holsinger, 1974
- Stygobromus ozarkensis (Holsinger, 1967) [37]
- Stygobromus parvus (Holsinger, 1969) [38] (Virginia)
- Stygobromus pecki (Holsinger, 1967) [39]
- Stygobromus pennaki Ward, 1977
- Stygobromus philareti (Birstein, 1948)
- Stygobromus phreaticus Holsinger, 1978 (Virginia)
- Stygobromus pizzinii (Shoemaker, 1938) [40] (Virginia to Pennsylvania)
- Stygobromus pollostus Holsinger, 1978 (Virginia)
- Stygobromus pseudospinosus Holsinger, 1978 (Virginia)
- Stygobromus pusillus (Martynov, 1930) (Nga)
- Stygobromus putealis (Holmes, 1909) [41]
- Stygobromus puteanus Holsinger, 1974
- Stygobromus quatsinensis Holsinger & Shaw, 1987
- Stygobromus rallus Wang & Holsinger, 2001
- Stygobromus redactus Holsinger, 1978 (West Virginia)
- Stygobromus reddelli (Holsinger, 1966) [42]
- Stygobromus rudolphi Wang & Holsinger, 2001
- Stygobromus russelli (Holsinger, 1967)
- Stygobromus saltuaris Wang & Holsinger, 2001
- Stygobromus secundus Bousfield & Holsinger, 1981
- Stygobromus sheldoni Holsinger, 1974
- Stygobromus sierrensis Holsinger, 1974
- Stygobromus simplex Wang & Holsinger, 2001
- Stygobromus smithi Hubricht, 1943 [43]
- Stygobromus sparsus Holsinger, 1978 (Tennessee)
- Stygobromus spinatus (Holsinger, 1967) [44] (West Virginia)
- Stygobromus spinosus (Hubricht & Mackin, 1940) (Virginia)
- Stygobromus stadukhini (Derzhavin, 1930)
- Stygobromus stegerorum Holsinger, 1978 (Virginia)
- Stygobromus stellmacki (Holsinger, 1967) [45] (Pennsylvania)
- Stygobromus subtilis (Hubricht, 1943) [46]
- Stygobromus tahoensis Holsinger, 1974
- Stygobromus tenuis (S. I. Smith, 1874) (Connecticut to Maryland)
- Stygobromus trinus Wang & Holsinger, 2001
- Stygobromus tritus Holsinger, 1974
- Stygobromus urospinatus Wang & Holsinger, 2001
- Stygobromus utahensis Wang & Holsinger, 2001
- Stygobromus vitreus Cope, 1872
- Stygobromus wachuschtii (Behning, 1940)
- Stygobromus wahkeenensis  Wang & Holsinger, 2001
- Stygobromus wardi Wang & Holsinger, 2001
- Stygobromus wengerorum Holsinger, 1974 [47]